# Rovinari
Rovinari ist eine Stadt im Kreis Gorj in Rumänien.

## Geographische Lage
Rovinari liegt im Vorland der Südkarpaten am Rand der Talsenke Depresiunea Târgu Jiu, in einer Schleife des hier kanalisierten Flusses Jiu (Schil), der hier streckenweise verlegt wurde. Die Kreishauptstadt Târgu Jiu befindet sich etwa 15 km nordöstlich.

## Geschichte

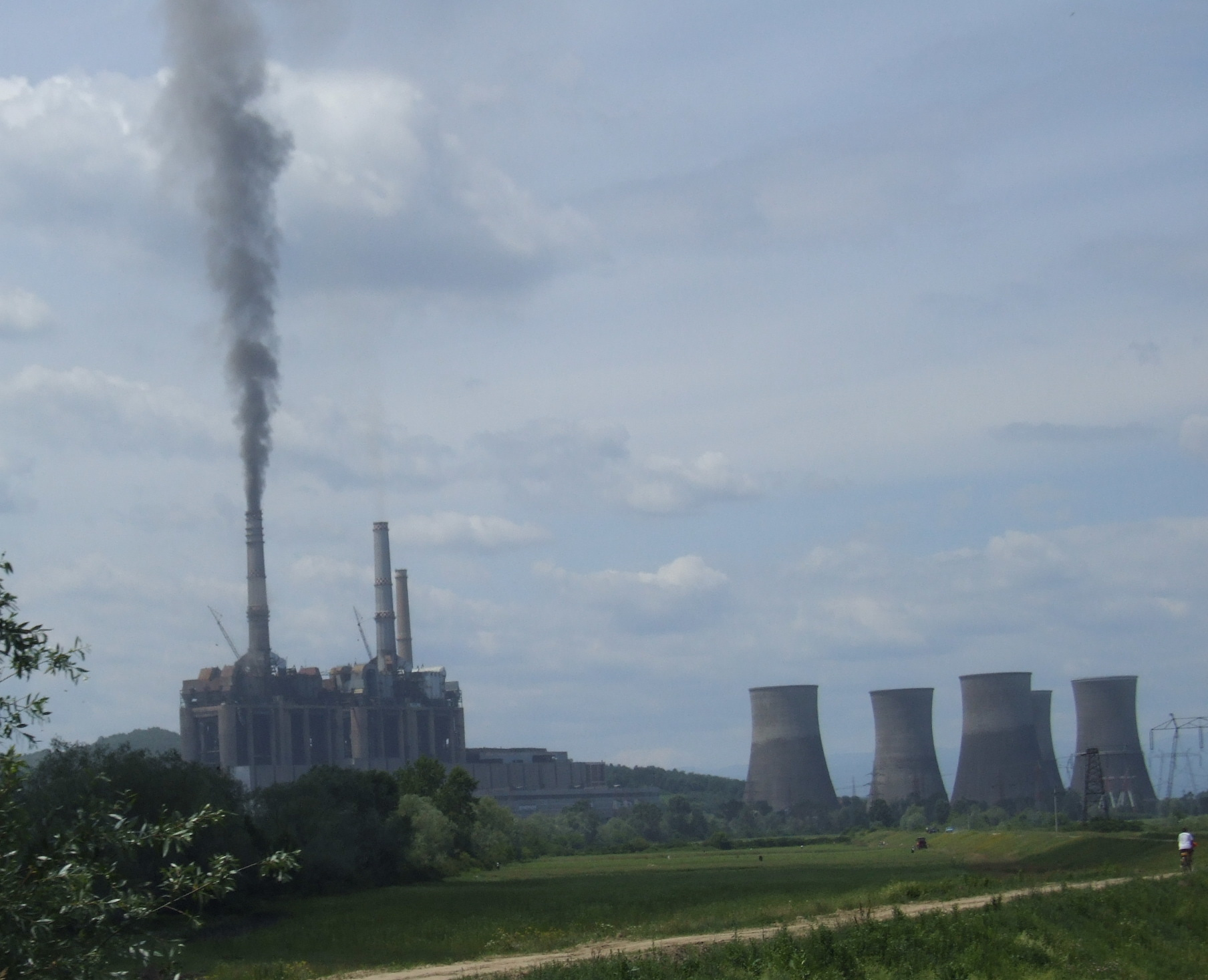
Kraftwerk Rovinari

Rovinari war ursprünglich ein kleines landwirtschaftlich geprägtes Dorf, welches erstmals 1497 urkundlich erwähnt wurde. Seit dem Ende des Ersten Weltkrieges, verstärkt jedoch seit den 1950er Jahren, wird in der Umgebung von Rovinari niederwertige Steinkohle (Lignit) teils in Tage-, teils in Untertagebauen gefördert. Die Ortschaft erhielt einen völlig anderen Charakter; einige Siedlungen mussten den Bergbauaktivitäten weichen; dafür entstanden zahlreiche Plattenbauten. 1981 erhielt Rovinari den Status einer Stadt.
Wichtigster Wirtschaftszweig der Stadt sind der Bergbau und die Energieerzeugung. In den 1970er Jahren wurde das Kraftwerk Rovinari errichtet.

## Bevölkerung
Bei der Volkszählung 2002 lebten in der Stadt 12.509 Personen, darunter 12.457 Rumänen, 28 Roma und 20 Ungarn. Von den 11.816 registrierten Menschen 2011 waren 11.109 Rumänen, 53 Roma, 8 Magyaren und andere Ethnien.

## Verkehr
Rovinari liegt an der Bahnstrecke von Târgu Jiu nach Craiova. Insgesamt fünf Bahnhöfe auf dieser Strecke liegen im Bereich der Stadt. Außerdem bestehen Busverbindungen in die Kreishauptstadt Târgu Jiu. Am Rand der Stadt verläuft  die Europastraße 79.

## Sehenswürdigkeiten
- Holzkirche (1840)

## Städtepartnerschaft
- Turek in Polen seit 2008

## Persönlichkeiten
- Mira (* 1995), Popsängerin